# Cerro Echandi
El Cerro Echandi es una montaña fronteriza entre Costa Rica y Panamá, compartida en la provincia de Puntarenas al sureste de la Cordillera de Talamanca en Costa Rica y al oeste de la provincia de Bocas del Toro en Panamá. dentro de la Cordillera Central. Exactamente se encuentra en las coordenadas 9º01’50.90’’N 82º49’11.07’’O. 
Tiene una altura de 3162 m y es la cuarta montaña más alta de Panamá. En Costa Rica es el cerro número 30 en altura.[cita requerida]